# Benjamin Godard

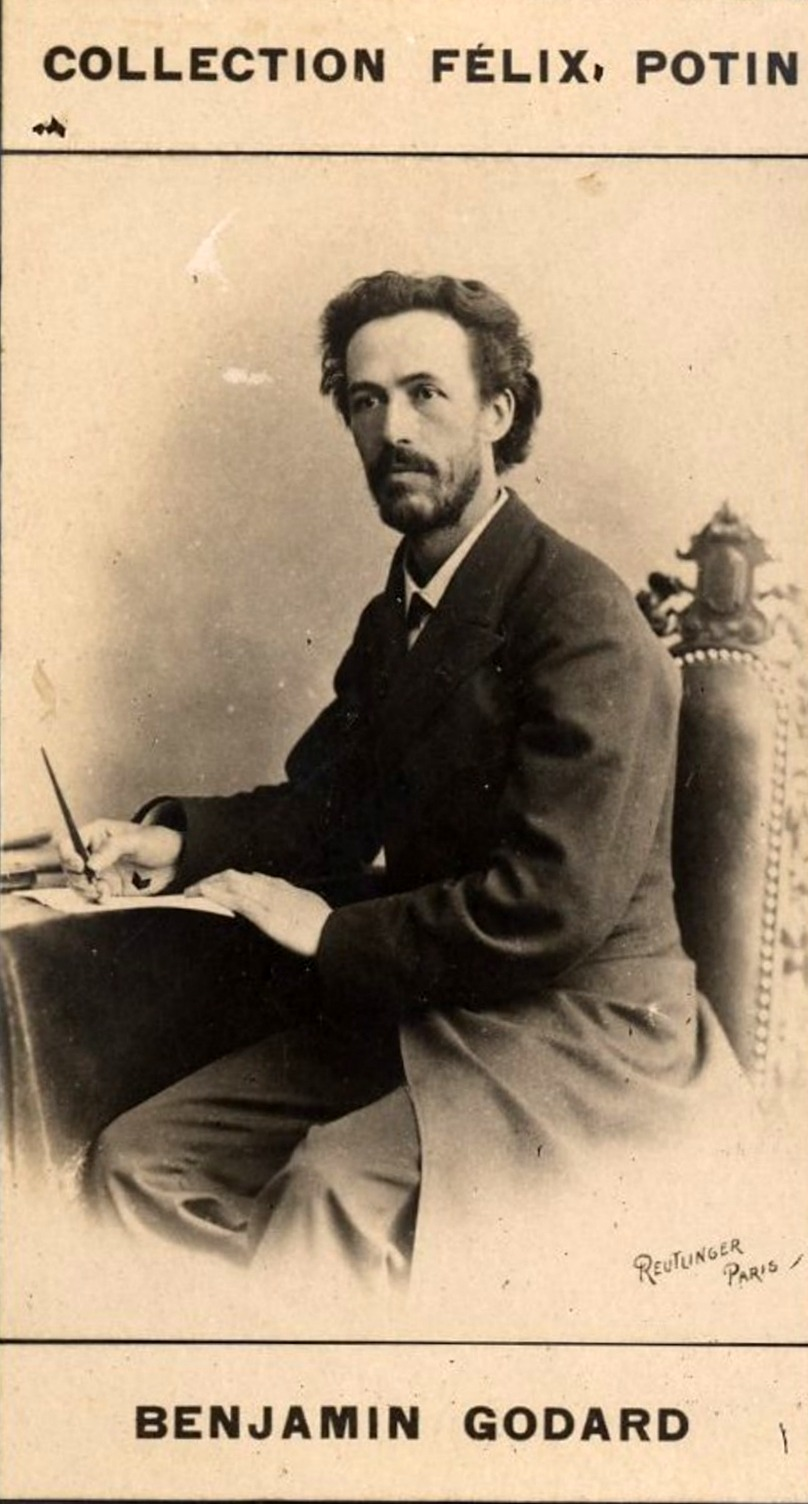
Benjamin Godard

Benjamin Louis Paul Godard (* 18. August 1849 in Paris; † 10. Januar 1895 in Cannes) war ein französischer Geigenspieler und Komponist.

## Leben
Benjamin Godard entstammte einer musikliebenden Kaufmannsfamilie; sein Bruder Amédée Godard war ebenfalls Komponist, seine Schwester Magdeleine Godard (1860–1940) war Konzertgeigerin.
Im Alter von sieben Jahren erlernte er das Violinspiel und spielte mit neun Jahren öffentlich im Quartett mit. Zu seinen Lehrern zählte der aus Elberfeld stammende Geiger Richard Hammer. Am Pariser Konservatorium studierte ab dem 10. Lebensjahr Komposition bei Napoléon-Henri Reber und Violine bei Henri Vieuxtemps. Mit Letzterem bereiste er zweimal Deutschland, wo sein Kompositionstalent bedeutende Anregung erhielt. Ab 1887 war er Lehrer einer Kammermusikklasse am Konservatorium.
Godard komponierte Werke in den meisten Genres mit Ausnahme der Kirchenmusik, er machte sich einen Namen als Komponist von Salonstücken für Klavier und von Liedern. So komponierte er sechs Opern, fünf Sinfonien, zwei Klavier- und zwei Violinkonzerte, Streichquartette, Sonaten für Violine und Klavier, Klavierstücke und -etüden und mehr als einhundert Lieder. An der Stelle von Jules Pasdeloup zur Leitung der von diesem begründeten Concerts populaires berufen, bewährte Godard sich auch als Orchesterdirigent.
1892 zog er sich wegen einer Tuberkuloseerkrankung an die Côte d’Azur zurück.

## Werke
- Le Tasse, „symphonie dramatique“ für Soli, Chöre und Orchester, 1878
- Symphonie Ballett
- Symphonie gotique
- Symphonie orientale
- Symphonie légendaire
- Sonate fantastique C-Dur für Klavier
- Sonate f-Moll für Klavier
- Les Guelfes, Oper, 1880–1882, Libretto von Louis Gallet
- Pedro de Zalaméa, Oper, 1884, Libretto von Léonce Détroyat und Paul-Armand Silvestre
- Jocelyn, Oper, 1888, Libretto von Paul-Armand Silvestre und Victor Capoul
- Dante et Beatrice, Oper, 1890, Libretto von Édouard Blau
- Ruy Blas, Oper, 1891
- La Vivandière, Komische Oper, 1895
- Concerto romantique A-Dur op. 35 (Violinkonzert Nr. 1)
- Scènes Poétiques für Orchester op. 46
- Klaviertrio Nr. 2 op. 72 F-Dur
- Suite de trois morceaux, op. 116
- Violinkonzert Nr. 2 g-Moll op. 131
- Streichquartette Nr. 1–3, opp. 33, 37 und 136
- Klavierkonzert Nr. 1, op. 31
- Klavierkonzert Nr. 2, op. 148